# Kalundborg Provsti
 Kalundborg Provsti er et provsti i Roskilde Stift.  Provstiet ligger i Kalundborg Kommune.
Kalundborg Provsti består af 30 sogne med 37 kirker, fordelt på 14 pastorater.

## Pastorater
| Pastorater i Kalundborg Provsti             | Pastorater i Kalundborg Provsti   | Pastorater i Kalundborg Provsti      |
| ------------------------------------------- | --------------------------------- | ------------------------------------ |
| Bregninge-Bjergsted-Alleshave Pastorat      | Finderup-Reerslev Pastorat        | Føllenslev-Særslev-Sejerø Pastorat   |
| Hvidebæk Pastorat                           | Gierslev-Ørslev-Solbjerg Pastorat | Gørlev-Svallerup-Bakkendrup Pastorat |
| Kirke Helsinge-Drøsselbjerg-Reersø Pastorat | Nyvangs Pastorat                  | Raklev-Røsnæs Pastorat               |
| Tissø Pastorat                              | Tømmerup Pastorat                 | Viskinge-Aunsø Pastorat              |
| Vor Frue Pastorat                           | Årby Pastorat                     |                                      |

## Sogne
| Sogne i Kalundborg Provsti | Sogne i Kalundborg Provsti         | Sogne i Kalundborg Provsti |
| -------------------------- | ---------------------------------- | -------------------------- |
| Bakkendrup Sogn            | Bregninge-Bjergsted-Alleshave Sogn | Buerup Sogn                |
| Drøsselbjerg Sogn          | Finderup Sogn                      | Føllenslev-Særslev Sogn    |
| Gierslev Sogn              | Gørlev Sogn                        | Hallenslev Sogn            |
| Jorløse Sogn               | Kirke Helsinge Sogn                | Lille Fuglede Sogn         |
| Nyvangs Sogn               | Raklev Sogn                        | Reerslev Sogn              |
| Reersø Sogn                | Rørby Sogn                         | Røsnæs Sogn                |
| Sejerø Sogn                | Solbjerg Sogn                      | Store Fuglede Sogn         |
| Svallerup Sogn             | Sæby Sogn                          | Tømmerup Sogn              |
| Ubby Sogn                  | Viskinge-Avnsø Sogn                | Vor Frue Sogn              |
| Værslev Sogn               | Ørslev Sogn                        | Årby Sogn                  |